# Petru Zaim
Petru Zaim (n. 31 mai, 1929, Piatra Neamț, Neamț – d. 16 noiembrie, 2010, Câmpulung Moldovenesc, Suceava), „ultimul țambalist bătrân din Bucovina”, cum își spunea singur, a fost unul din cei mai renumiți țimbaliști ai Neamțului.

## Biografie
S-a născut în mai 1929, fiind fiul violonistului stângaci Ion Zaim. Ambii părinți au fost muzicanți. A rămas orfan de mamă în copilărie și a fost crescut de două surori. 
În 1936 a primit primul țambal, adus de la Budapesta de un unchi, Dumitru Antică.
„Eu n-am făcut studii. Am făcut Conservatorul de pe prispa rumânului. Am auzit cum cântau lăutarii cântece vechi, le-am prins și știu vreo 300. Atunci, în tinerețe, le-am învățat aproape pe toate.”
După armată, devine instrumentist la Casa de Cultură din Piatra Neamț și participă la un concurs pentru a deveni țambalist profesionist la orchestra „Cernegura”. Celebra Maria Tănase l-a ales și a rămas acolo până în 1980, când a decis să se stabilească instrumentist la Hotelul „Zimbru” din Câmpulung Moldovenesc.
A întreprins turnee atât în țară, cât și în străinătate, în nouă țări. A învățat singur să cânte, în afară de țambal, la vioară, violă, chitară rece, cobză, fluier cu dop și chiar la instrumente de suflat confecționate de el însuși. 
A fost apreciat de celebrități precum Mia Braia, Ioana Radu, Maria Tănase, Maria Lătărețu, Ileana Constantinescu, iar în zilele noastre Grigore Leșe l-a promovat pe bătrânul lăutar.

## Decesul
Moare la data de16 noiembrie 2010, după o suferință grea, pe care nu a mai putut-o învinge. A fost înmormântat la Cimitirul „Ionei” din Câmpulung Moldovenesc.

## Discografie
Petru Zaim a avut o singură apariție discografică, la casa de discuri Intercont Music:
| An   | Număr de catalog și titlul albumului | Format       | Piese | Acompaniament               | Note                     |
| ---- | ------------------------------------ | ------------ | --- | --------------------------- | ------------------------ |
| 2009 | IMCD 1324 Ultimii rapsozi            | compact disc | 1. De când plecam de-acasă 2. De la Piatra Neamț în vale 3. Toți românii beau și cântă 4. Eu sunt Barbu Lăutaru 5. Cine crede nevasta 6. Ia-ți mireasă ziua bună 7. Spune-mi inimioară ce te doare 8. Țambal (romanță) 9. Tot pe plai, pe plai, pe plai 10. Țambal (țiituri Sârbă, Horă, Geampara) 11. M-am visat că sunt cu tine 12. Șambal (vals) 13. Aseară la cafenea 14. Patru scânduri prinse-n cui | Zaim Petru - Țambal și voce | Înregistrat la București |

## Aprecieri
„Zaim a cântat în cele mai vestite cârciumi interbelice, dar și la nunți țărănești, în sate uitate de lume. Boem și generos, a trăit toată viața din plin, a crescut zece copii și douăzeci și cinci de nepoți iar acum locuiește la Câmpulung Moldovenesc, într-o cameră închiriată în care nu-i încape țambalul. Nici cel mai insensibil ascultător nu poate rămane indiferent la sunetul corzilor atinse de Zaim iar el o știe prea bine. Repertoriul lui pare nemărginit: romanțe, valsuri, tangouri, muzică ușoară, muzică lăutărească, balade, cântece haiducești, cântece de nuntă și de înmormântare. Zaim nu cântă de două ori la fel. Este creativ și improvizează cu ușurință în funcție de starea lui sufletească și de auditoriu.
Unele linii melodice se pare că au fost moștenite de la curtea medievală, supuse influențelor turcești și grecești, altele s-au format mai târziu, sub influența creațiilor occidentale sau au izvorât din contextul socio-cultural urban de început de secol XX. Zaim înveșmântează câtnecele tărăgănate cu țiituri bazate pearpegii și sunete susținute prin tremolo. Textele sunt în general de dragoste,cu unpregnant conținut erotic. îmbogățite de interjeții, lamentări și tânguiri. Timbrul lui Zaim e unic: are patima timpului și forța de expresie necesară să recreeze o lume apusă. Elegant, cu pantofii lustruiți, pălărie cuboruri mici și baston, Zaim Petru este întruchiparea imaginii lăutarului interbelic. ”—Grigore Leșe - rapsod popular